# Тараз (волейбольный клуб)
«Тараз» (каз. «Тараз») — мужской волейбольный клуб из Тараза, выступающий в
Национальной лиге Казахстана.

## Достижения
- Победитель всеказахстанской универсиады (1) — 2009
- Чемпион Высшей лиги "А" Казахстана (1) — 2007
- Чемпион Высшей лиги "В" Казахстана (1) — 2013
- Серебряный призёр Высшей лиги "А" Казахстана (1) — 2009
- Бронзовый призёр международного турнира «Шести народов» (1) — 2014
- Бронзовый призёр всеказахстанской универсиады (1) — 2007
- Бронзовый призёр Кубка Казахстана (1) — 2008